# جزر ماركيساس

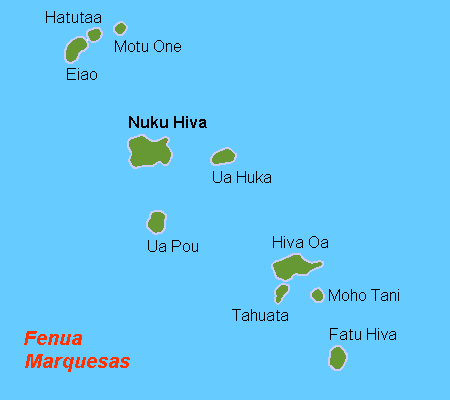
خريطة جزر ماركيساس

جزر ماركيساس عشر جزر بركانيَّة تقع جنوبي المحيط الهادئ، وتبلغ مساحتها الكلية 1,274كم². تحت الحكم الفرنسي بوصفها جزءًا من أراضي بولينسيا الفرنسية. الجزر الرئيسية هي جزيرة هيفا أوآ وهي أكبر جزيرة، ونوكو هيفا، ويواهوكا ويوابو.

## المناخ
يظهر الجدول التالي التغييرات المناخية على مدار السنة لجزر ماركيساس:
| البيانات المناخية لـجزر ماركيساس  | البيانات المناخية لـجزر ماركيساس | البيانات المناخية لـجزر ماركيساس | البيانات المناخية لـجزر ماركيساس | البيانات المناخية لـجزر ماركيساس | البيانات المناخية لـجزر ماركيساس | البيانات المناخية لـجزر ماركيساس | البيانات المناخية لـجزر ماركيساس | البيانات المناخية لـجزر ماركيساس | البيانات المناخية لـجزر ماركيساس | البيانات المناخية لـجزر ماركيساس | البيانات المناخية لـجزر ماركيساس | البيانات المناخية لـجزر ماركيساس | البيانات المناخية لـجزر ماركيساس |
| الشهر                             | يناير                            | فبراير                           | مارس                             | أبريل                            | مايو                             | يونيو                            | يوليو                            | أغسطس                            | سبتمبر                           | أكتوبر                           | نوفمبر                           | ديسمبر                           | المعدل السنوي                    |
| --------------------------------- | -------------------------------- | -------------------------------- | -------------------------------- | -------------------------------- | -------------------------------- | -------------------------------- | -------------------------------- | -------------------------------- | -------------------------------- | -------------------------------- | -------------------------------- | -------------------------------- | -------------------------------- |
| متوسط درجة الحرارة الكبرى °م (°ف) | 30 (86)                          | 31 (87)                          | 31 (87)                          | 31 (87)                          | 29 (85)                          | 29 (84)                          | 28 (83)                          | 28 (83)                          | 29 (84)                          | 29 (85)                          | 30 (86)                          | 30 (86)                          | 29 (85)                          |
| المتوسط اليومي °م (°ف)            | 27 (81)                          | 27 (81)                          | 28 (82)                          | 28 (82)                          | 27 (80)                          | 26 (79)                          | 26 (78)                          | 26 (78)                          | 26 (79)                          | 26 (79)                          | 27 (80)                          | 27 (81)                          | 27 (80)                          |
| متوسط درجة الحرارة الصغرى °م (°ف) | 23 (74)                          | 24 (75)                          | 24 (76)                          | 24 (76)                          | 24 (75)                          | 23 (74)                          | 23 (74)                          | 23 (73)                          | 23 (73)                          | 23 (73)                          | 23 (74)                          | 23 (74)                          | 23 (74)                          |
| الهطول مم (إنش)                   | 110 (4.5)                        | 91 (3.6)                         | 140 (5.4)                        | 120 (4.6)                        | 120 (4.8)                        | 180 (6.9)                        | 120 (4.8)                        | 100 (4)                          | 81 (3.2)                         | 79 (3.1)                         | 66 (2.6)                         | 89 (3.5)                         | 1٬290 (50.9)                     |
| المصدر: Weatherbase               |                                  |                                  |                                  |                                  |                                  |                                  |                                  |                                  |                                  |                                  |                                  |                                  |                                  |

## وصلات خارجية
- أوراق جوزيف إنغراهام، 1790-1792: المفكرة اليومية لرحلة السفينة ذات الساريتين «الأمل» من بوسطن إلى الساحل الشمالي الغربي لأمريكا